# Jardín botánico de Linneo en Upsala
El Jardín botánico de Linneo en Uppsala (en sueco: Linnéträdgården) fue el primer jardín botánico de Suecia, hoy llamado Jardín "Linneo", en memoria del científico Carlos Linneo, naturalista sueco que sentó las bases de la taxonomía moderna. 
Este jardín botánico depende administrativamente del Jardín botánico de la Universidad de Uppsala del que es un jardín satélite. 
Adyacente a este se ubica el Museo de Linneo, albergado en la casa en la cual Linneo tuvo su hogar entre 1743 y 1778 estando administrado por la Sociedad Lineana Sueca.
Es miembro del BGCI, participa en programas de la Agenda Internacional para la Conservación en los Jardines Botánicos.
El código de reconocimiento internacional del "Linnéträdgården" como miembro del "Botanic Gardens Conservation Internacional" (BGCI), así como las siglas de su herbario es UPS.

## Localización
Linnéträdgården, Uppsala universitet trädgården, Villavagen 8, Uppsala, Uppsala län S-752 36 Sverige-Suecia
Planos y vistas satelitales.59°51′44″N 17°38′2″E / 59.86222, 17.63389
El "Jardín Linnaeus en Uppsala" (Linnéträdgården), es jardín botánico satélite del central Jardín botánico de la Universidad de Uppsala. Así como la "Linnaeus Hammarby", 15 km al sudeste de Uppsala cerca de "Edeby", la residencia de verano de Linneo.

## Historia
El Linnéträdgården fue fundado en 1655 por Olof Rudbeck el viejo, profesor de Medicina y se situó en Svartbäcksgatan de Uppsala, en el centro de Uppsala cerca del río Fyrisån. 
Fue y es usado para enseñar Botánica y Farmacia a los estudiantes de la Universidad. El jardín de Olof Rudbecks fue destruido en gran parte por un fuego en 1702 y la Universidad no podía permitirse restaurarlo, por lo que fue abandonado y desatendido durante 40 años.

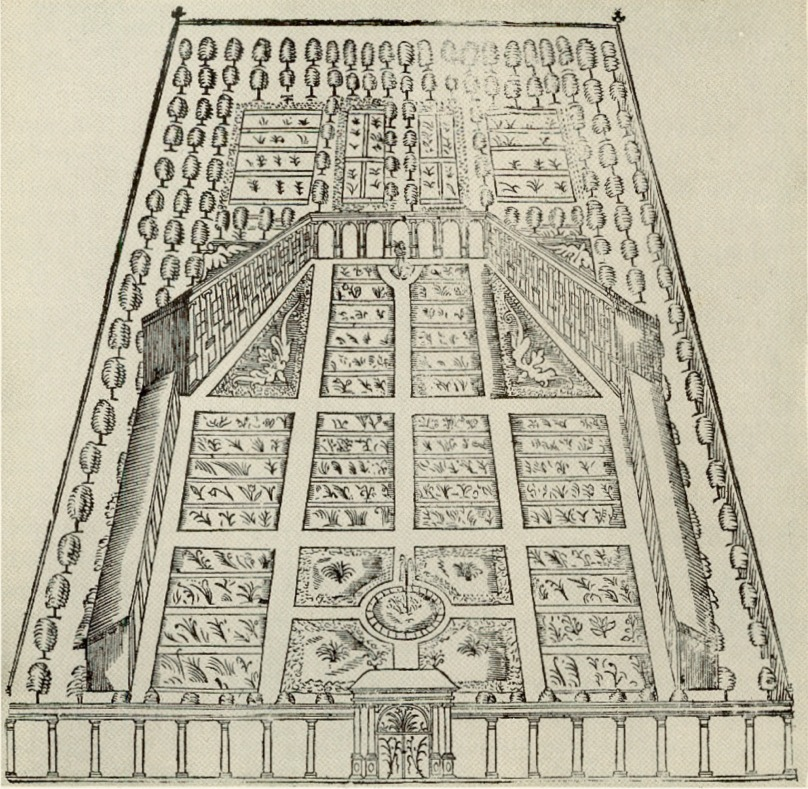
Diseño del jardín botánico de Rudbeck en 1675.

En 1741, Carlos Linneo, profesor de Medicina en la Universidad de Uppsala, fue el responsable del jardín descuidado. En su supervisión como director de éste, lo convirtió en uno de los jardines principales de su tiempo. Por medio de contactos con científicos en todo el mundo, Linneo pudo reunir miles de plantas extranjeras, algunas de ellas por primera vez en Suecia. Este jardín botánico fue reconstruido según el plan original de Linneo a partir de 1745.
La situación cercana al río Fyrisån era inadecuada para cultivar un huerto porque las tierras eran muy pantanosas. Además, hacia el final del siglo XVIII el jardín necesitaba más espacio. 
En 1787, Carl P. Thunberg, el discípulo de Linneo y su sucesor, convenció al Rey Gustaf III para donar el jardín del castillo real (el jardín de castillo era un jardín barroco diseñado en 1750 por el arquitecto Carl Hårleman), a la Universidad de Uppsala para cultivar un huerto, de modo que pudiera ser convertido en un nuevo jardín botánico. El rey también donó una gran suma de dinero, con el cual fue construida la Orangerie en el nuevo jardín botánico el actual Jardín botánico de la Universidad de Uppsala. 
El viejo jardín botánico fue dejado a la desidia. En 1917 fue comprado por la Sociedad Lineana Sueca y restaurado según la descripción detallada que aparece en el Hortus Upsaliensis. 
Más adelante el jardín pasó a ser administrado por la Universidad, mientras que el Museo de Linneo albergado en la casa en la cual Linneo tuvo su hogar entre 1743 y 1778 todavía está administrado por la Sociedad Lineana Sueca.

## Colecciones

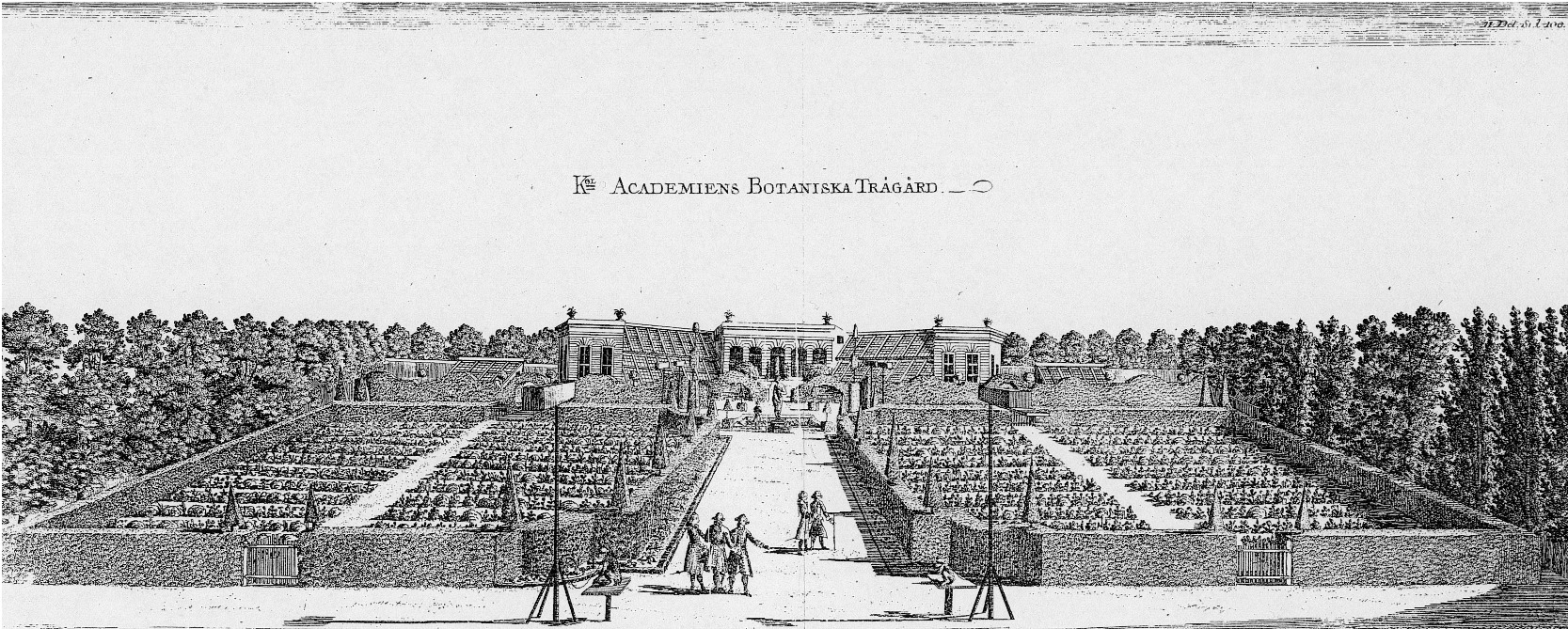
Grabado de 1770 del jardín de Linneo.

El Jardín Barroco fue restaurado según los planos del año 1750. Las plantas más viejas que allí se cultivan son los laureles de Linneo, cuatro árboles de 250 años.
Las tareas principales para el Jardín botánico son la de proporcionar las plantas de apoyo material para la investigación y la educación de la Universidad de Uppsala y promover la conciencia pública sobre todas las publicaciones que conciernen a la diversidad biológica. 
Cada año, más de mil estudiantes son instruidos en botánica, farmacología, horticultura o ecología. 
La entrada es libre a los jardines. Hay que pagar para asistir a los acontecimientos, y las exposiciones especiales.